# Farrokh Pey
Farrokh Pey (em persa: فرخ پي, também romanizada como Sa‘dūnī) é uma aldeia do distrito rural de Nasar, no condado de Abadan, na província de Khuzistão, Irã.
Segundo o censo de 2006, sua população era de 523 habitantes, em 97 famílias.